# Orazio Vecellio
Orazio Vecellio (Venezia, 1528 circa – Venezia, 1576) è stato un pittore italiano del Rinascimento.

## Biografia
Figlio e allievo di Tiziano, si distinse come pittore di ritratti, alcuni dei quali ritenuti poco inferiori a quelli di suo padre. Di tanto in tanto dipinse soggetti storici; uno dei più importanti è andato distrutto nell'incendio del palazzo ducale a Venezia. Trascurò la pittura per dedicarsi all'alchimia. 
Morì di peste a Venezia, nel 1576, lo stesso anno del padre.